# Öjungs kapell
Öjungs kapell är ett kapell i Alfta-Ovanåkers församling.

## Kyrkobyggnaden
Träkapellet som uppfördes 1844 - 1845 är det första på platsen. Invigningen av kyrkogården och sannolikt även kapellet ägde rum 1846. Kapellet består av rektangulärt långhus med sakristia i öster och kyrktorn i väster. Sakristia såväl som kyrktorn är något indragna. Ingången ligger i väster. Kapellets exteriör har i marginell omfattning förändrats. Det ursprungliga vapenhuset fick sin befintliga tornöverbyggnad först under 1800-talets slut. Kyrkorummet är i sin helhet klätt med målad panel. Strax under taklisten löper en dekorationsfris runt hela rummet. Inredningen är sannolikt delvis ursprunglig.

## Inventarier
- Altaret pryds av ett silverkors med en rund kristall i korsmitten. Korset ersatte 1966 en gipsstatyett av Jesus.
- Dopfunten är gjord av en knotig trädstam och har en dopskål av mässing. Funten skänktes till kyrkan 1970.
- Elorgel med två manualer fanns omkring 1990.[1]

### Webbkällor
- Ovanåkers församling informerar
- anläggningspresentation